# Бекжанов Нурлан Бакитули
Нурлан Бакитули Бекжа́нов (каз. Нұрлан Бақытұлы Бекжанов; нар. 15 квітня 1987, село Булдурта, Сиримський район, Західноказахстанська область, КазРСР) — казахський борець вільного стилю, срібний призер чемпіонату світу, срібний призер чемпіонату Азії. Заслужений майстер спорту з вільної боротьби.

## Життєпис
Боротьбою почав займатися з 2002 року. Його першим тренером був майстер спорту Аскар Саукелін.
Нурлан Бекжанов став першим в історії казахської вільної боротьби фіналістом чемпіонату світу. Виступає за борцівський клуб «Спеціалізована школа вищої спортивної майстерності» акімата міста Астани. Тренер — Аскар Абдрашев.

## Спортивні результати на міжнародних змаганнях

### Виступи на Чемпіонатах світу
| Змагання                        | Збірна    | Вагова категорія          | Місце  |
| ------------------------------- | --------- | ------------------------- | ------ |
| Чемпіонат світу з боротьби 2015 | Казахстан | вільна боротьба, до 70 кг | 8      |
| Чемпіонат світу з боротьби 2016 | Казахстан | вільна боротьба, до 70 кг | Срібло |

### Виступи на Чемпіонатах Азії
| Змагання                       | Збірна    | Вагова категорія          | Місце  |
| ------------------------------ | --------- | ------------------------- | ------ |
| Чемпіонат Азії з боротьби 2015 | Казахстан | вільна боротьба, до 70 кг | 10     |
| Чемпіонат Азії з боротьби 2016 | Казахстан | вільна боротьба, до 65 кг | Срібло |

### Виступи на Кубках світу
| Змагання                    | Збірна    | Вагова категорія          | Місце |
| --------------------------- | --------- | ------------------------- | ----- |
| Кубок світу з боротьби 2013 | Казахстан | вільна боротьба, до 74 кг | 8     |

### Виступи на інших змаганнях
| Змагання                                    | Збірна    | Вагова категорія                 | Місце  |
| ------------------------------------------- | --------- | -------------------------------- | ------ |
| Золотий Гран-прі з боротьби 2009            | Казахстан | вільна боротьба, до 66 кг        | 17     |
| Золотий Гран-прі з боротьби 2010 (Баку)     | Казахстан | вільна боротьба, до 74 кг        | 18     |
| Золотий Гран-прі з боротьби 2012 (Баку)     | Казахстан | вільна боротьба, до 74 кг        | 5      |
| Гран-прі «Іван Яригін» 2013                 | Казахстан | вільна боротьба, до 74 кг        | 25     |
| Гран-прі Німеччини з боротьби 2013          | Казахстан | вільна боротьба, до 74 кг        | Бронза |
| Літня Універсіада 2013                      | Казахстан | вільна боротьба, до 74 кг        | 12     |
| Гран-прі «Іван Яригін» 2014                 | Казахстан | вільна боротьба, до 70 кг        | 16     |
| Турнір Олександра Медведя 2014              | Казахстан | вільна боротьба, до 70 кг        | 24     |
| Турнір Алі Алієва 2014                      | Казахстан | вільна боротьба, до 70 кг        | 14     |
| Міжнародний турнір Дінмухамеда Кунаєва 2014 | Казахстан | вільна боротьба, до 70 кг        | Золото |
| Азійські пляжні ігри 2014                   | Казахстан | пляжна боротьба, M70 кг          | Бронза |
| Гран-прі «Іван Яригін» 2015                 | Казахстан | вільна боротьба, до 74 кг        | 31     |
| Турнір Олександра Медведя 2015              | Казахстан | вільна боротьба, до 74 кг        | 14     |
| Турнір Алі Алієва 2015                      | Казахстан | вільна боротьба, до 70 кг        | 10     |
| Кубок Президента Казахстану з боротьби 2015 | Казахстан | вільна боротьба, до 70 кг        | Золото |
| Інтерконтинентальний кубок з боротьби 2015  | Казахстан | вільна боротьба, до 70 кг        | Бронза |
| Міжнародний турнір Дінмухамеда Кунаєва 2015 | Казахстан | вільна боротьба, до 70 кг        | Бронза |
| Меморіал Вацлава Циолковського 2016         | Казахстан | вільна боротьба, до 74 кг        | 11     |
| Гран-прі Німеччини з боротьби 2016          | Казахстан | вільна боротьба, до 70 кг        | Бронза |
| Турнір Дана Колова — Ніколи Петрова 2017    | Казахстан | вільна боротьба, до 70 кг        | 28     |
| Кубок Ахмата Кадирова 2017                  | Казахстан | вільна боротьба, до Teamevent кг | 6      |
| Інтерконтинентальний кубок з боротьби 2017  | Казахстан | вільна боротьба, до 74 кг        | 17     |
| Кубок Тахті 2018                            | Казахстан | вільна боротьба, до 74 кг        | Срібло |
| Турнір Яшара Догу 2018                      | Казахстан | вільна боротьба, до 74 кг        | Бронза |
| Меморіал Вацлава Циолковського 2018         | Казахстан | вільна боротьба, до 74 кг        | 5      |
| Міжнародний турнір Дінмухамеда Кунаєва 2018 | Казахстан | вільна боротьба, до 74 кг        | Бронза |

### Виступи на змаганнях молодших вікових груп
| Змагання                                      | Збірна    | Вагова категорія          | Місце |
| --------------------------------------------- | --------- | ------------------------- | ----- |
| Чемпіонат Азії з боротьби серед юніорів 2006  | Казахстан | вільна боротьба, до 66 кг | 5     |
| Чемпіонат світу з боротьби серед юніорів 2006 | Казахстан | вільна боротьба, до 66 кг | 11    |
| Чемпіонат світу з боротьби серед юніорів 2007 | Казахстан | вільна боротьба, до 66 кг | 5     |